# Uftjuga (Suchona)
Die Uftjuga (russisch У́фтюга) ist ein linker Nebenfluss der Suchona in den Oblasten Archangelsk und Wologda in Nordwestrussland.
Die Uftjuga entspringt im Hügelland des Rajon Ustja in der Oblast Archangelsk.
Sie fließt in südlicher Richtung in die Oblast Wologda und erreicht 5 km südlich von Njukseniza das linke Flussufer der Suchona. 
36 km oberhalb der Mündung trifft die Porscha von links auf die Uftjuga.
Die Uftjuga hat eine Länge von 134 km. Sie entwässert ein Areal von 2360 km².
Der mittlere Abfluss beträgt 21,8 m³/s. 
Der Fluss wurde zumindest früher zum Flößen genutzt.